# Chionaema sikkimensis
Chionaema sikkimensis là một loài bướm đêm thuộc phân họ Arctiinae, họ Erebidae.